# Rawsonville
Rawsonville is een dorp met 3100 inwoners, in de Zuid-Afrikaanse provincie West-Kaap. Rawsonville behoort tot de fusiegemeente Breedevallei dat onderdeel van het district Kaapse Wynland is.

## Subplaatsen
Het nationaal instituut voor de statistiek, Stats SA, deelt sinds de census 2011 deze hoofdplaats in in zogenaamde subplaatsen (sub place), c.q. slechts één subplaats:
Rawsonville SP.